# 自衛隊を活かす:21世紀の憲法と防衛を考える会
自衛隊を活かす：21世紀の憲法と防衛を考える会（略称：自衛隊を活かす会、英称：Committee to Pacify the Dispute over JSDF’s role and Article 9　英略称：JSDF for 9）は、自衛隊を否定するのでもなく、国防軍や集団的自衛権に走るのでもなく、現行憲法の下で誕生した自衛隊の可能性を探り、活かすための議論の場を提供し、提言活動を行う任意団体である。事務所は東京都渋谷区代々木2-12-2の株式会社カタログハウス内にある。

## 概要
2014年（平成26年）6月7日に柳澤協二（代表、元内閣官房副長官補、元防衛庁運用局長、国際地政学研究所理事長）、伊勢崎賢治（東京外国語大学教授、元国連平和維持軍武装解除部長）、加藤朗（桜美林大学教授、同国際学研究所長）を呼びかけ人として発足した。事務局は松竹伸幸（かもがわ出版編集長）。
何が日本の「国益」になるかを基準として、21世紀にふさわしい自衛隊の活かし方を日本防衛と国際秩序の両面で打ち出すことを目指し、陸海空自衛隊の元幹部やアメリカ、中東、中国、テロ対策、法律など各分野の専門家とともにシンポジウムを開催している。シンポジウムは主に東京で開催されるが、大阪では「関西企画を成功させる会」（代表は梅田章二、小笠原伸児、羽柴修）からの後援を得て開催され、関連企画として伊勢崎によるジャズライブ「ジャズヒケシ in 北新地 with 木畑晴哉トリオ」（木畑晴哉、時安吉宏、水上ダンヒル洋）も開催している。
2015年5月18日には提言「変貌する安全保障環境における「専守防衛」と自衛隊の役割」を英訳とともに発表。7月28日には中国語訳（簡体字版と繁体字版）、韓国語訳も発表した。

## 沿革
- 2014年（平成26年）6月7日 - 発足。第1回シンポジウム「護憲を超えて①自衛隊の可能性・国際貢献の現場から」を開催。登壇者は柳澤協二、半田滋、伊勢崎賢治、渡邊隆、山本洋、加藤朗。事務所を仙石山法律事務所に置く。
- 2014年（平成26年）7月26日 - 第2回シンポジウム「護憲を超えて②対テロ戦争における日本の役割と自衛隊」を開催。登壇者は酒井啓子、宮坂直史、柳澤協二、伊勢崎賢治、加藤朗。
- 2014年（平成26年）10月5日 - 第3回シンポジウム「護憲を超えて③防衛のプロが語る15事例のリアリティ」を開催。登壇者は渡邊隆、林吉永、柳澤協二、伊勢崎賢治、加藤朗。
- 2014年（平成26年）12月23日 - 第4回シンポジウム「護憲を超えて④新たな米中関係と日本の安全保障」を開催。登壇者は植木千可子、小原凡司、伊勢崎賢治、加藤朗、柳澤協二。
- 2015年（平成27年）2月14日 - 第5回シンポジウム「護憲を超えて⑤現代によみがえる「専守防衛」はあるか」を開催。登壇者は冨澤暉、柳澤協二、加藤朗、伊勢崎賢治。
- 2015年（平成27年）5月18日 - 提言発表記念シンポジウム「変貌する安全保障環境の中で生きる『専守防衛』と自衛隊の役割」を開催。登壇者は柳澤協二、冨澤暉、伊勢崎賢治、加藤朗。提言「変貌する安全保障環境の中で生きる『専守防衛』と自衛隊の役割」の日本語版と英語版を発表。
- 2015年（平成27年）6月18日 - 講談社現代新書から編著作「新・自衛隊論」を出版。
- 2015年（平成27年）6月20日 - 関西企画シンポジウム「防衛のプロが市民と語る　新『安保』法制で日本は危なくなる!?」を開催。登壇者は石田法子、渡邊隆、柳澤協二、加藤朗、伊勢崎賢治。「自衛隊を活かす会」関西企画を成功させる会が後援。関連企画として「伊勢崎賢治ジャズヒケシ in 北新地 with 木畑晴哉トリオ」も開催される。
- 2015年（平成27年）7月28日 - シンポジウム「新安保法制にはまだまだ議論すべき点が残っている」を開催。登壇者は冨澤暉、渡邊隆、林吉永、柳澤協二、伊勢崎賢治、加藤朗。政党代表として、穀田恵二、主濱了、山田太郎、福山哲郎、柿沢未途らが挨拶を行う。提言「変貌する安全保障環境の中で生きる『専守防衛』と自衛隊の役割」の中国語版（繁体字版と簡体字版）と韓国語版を発表。事務所がカタログハウス内に移転する。
- 2015年（平成27年）12月22日 - シンポジウム「新安保法制の予想される発動事例の検証①南シナ海─。警戒監視のための自衛隊派遣をどう見るか」を開催。登壇者は太田文雄、石山永一郞、津上俊哉、加藤朗、柳澤協二、伊勢崎賢治。

## 編著作
- （自衛隊を活かす会編、柳澤協二・伊勢崎賢治・加藤朗・冨澤暉・植木千可子・小原凡司・宮坂直史・酒井啓子・渡邊隆・林吉永・山本洋）『新・自衛隊論』（2015年6月18日、講談社現代新書、ISBN 4062883201、ISBN 978-4062883207）